# Narciso Parigi
Pour les articles homonymes, voir Parigi.
Narciso Parigi (né le 29 novembre 1927 à Campi Bisenzio en Toscane et mort le 25 janvier 2020 à Florence (Toscane)) est un chanteur et acteur italien.

## Biographie
Narciso Parigi est né en 1927 à Campi Bisenzio en Toscane. Il fait ses débuts à Radio Firenze en 1944 s'affirmant comme « chanteur de radio » avec les différentes orchestres Rai dirigées par Guido Cergoli, Nello Segurini) et la formation de Francesco Ferrari, avec qui il a collaboré de 1945 à 1965.
Son répertoire, initialement constitué de « stornelli » et « stornellate » s'ouvre progressivement sur un répertoire mélodique classique. En 1955, il participe au Festival de Sanremo avec Incantatella jumelé avec Claudio Villa. En 1957, il fait partie des protagonistes de l'émission Voci e volti della fortuna (it) combinée avec la Loterie du Nouvel An, précurseur de Canzonissima. En 1960, avec Luciano Rondinella, il remporte le Festival International de Florence avec des hirondelles florentines et en 1962, il revient sur la scène de Sanremo avec Vita, jumelé avec Giorgio Consolini.
Narciso Parigi est un interprète populaire de la chanson italienne des années 1950 et est l'auteur en 1956 de Canzone viola, l'hymne du club de football de la Fiorentina.
En 1963, il participe au Festival de Naples avec Nunzio Gallo avec la chanson Annamaria arrivant troisième.
Pendant las années 1950 et 1960, il participe à plusieurs films tournés entre-autres Terra straniera de Sergio Corbucci (1952), T'aimer est mon destin (Amarti è il mio destino) de Ferdinando Baldi (1957) et  Gagliardi e pupe de Roberto Bianchi Montero (1958).
Il a été aussi actif aux États-Unis. De 1996 à 2004, il a été l'invité permanent de l'émission de télévision Ci vediamo in TV animée par Paolo Limiti et en 2001 avec Carla Boni et Mario Trevi, sur la transmission télévisée Mezzogiorno in famiglia.
Le 29 novembre 2017, jour de son 90e anniversaire, le maire de Florence lui décerne le « Florin d'or » (Fiorino d'oro) de la ville, la plus haute distinction municipale.
Narcisio Parigi meurt le 25 janvier 2020 à son domicile.

## Discographie

### 33 tours
- 1953 : Canzoni (Pathé, QAT 6001)
- 1955 : Le canzoni del V Festival di Sanremo (Pathé, QAT 6004)
- 1956 : NARCISO PARIGI (Pathé, MT 1007)
- 1956 : Camminando sotto la luna (Pathé, MT 1011)
- 1957 : Ricordo di Firenze (Pathé, MT 1015)
- 1958 : Da Firenze a Roma (Pathé, MT 1018)
- 1958 : Le canzoni rimaste nel cuore (Pathé, MT 1019)
- 1959 : Girovagando per l'Italia (Pathé, MT 1021)
- 1959 : Serenate di tutti i tempi (Pathé, MT 1022)
- 1959 : Canzoni sull'Arno (Pathé, MTX 105)
- 1960 : Le canzoni dei ricordi (Pathé, MTX 108)
- 1960 : Selezioni di operette (Pathé, MTX 109)
- 1960 : Canzoni di mezzo secolo (Pathé, MTX 110)
- 1960 : Canta Firenze (Pathé, MTX 111)
- 1960 : Un fiorentino a Livorno (Pathé, MTX 124)
- 1960 : Le 20 canzoni del Festival di Sanremo 1960 (Pathé, QELP 8016)
- 1961 : Souvenirs d'Italie (Pathé, QELP 8072)
- 1961 : Le canzoni della felicità (Pathé, MTX 112)
- 1961 : Le canzoni del tempo felice (Pathé , MTX 115)
- 1961 : Stornellate con Narciso Parigi (Pathé, MTX 119)
- 1964 : Stornelli e ballate - Folklore dell'800 (Pathé, MTX 120)
- 1965 : Sempre nel mio cuore (Pathé, MTX 122)
- 1965 : Un fiorentino a Livorno (Pathé, MTX 124)
- 1965 : Al mio amico Odoardo (Pathé, MTX 126)
- 1967 : Canto alla mia Firenze (Pathé, MTX 129)
- 1968 : Ieri,oggi,sempre (Pathé, MTX 133)
- 1970 : Terra straniera (EMI, 3C 048 50406)
- 1970 : Folklore di casa nostra (Cetra, LLP 154)
- 1971 : Ciao...Vacanze in Italia (Capitol, 3C 052 17762)
- 1971 : Stornellate (Capitol, 3c 052 17053)
- 1971 : The Arresting Italian Voice of Narciso Parigi (Capitol, T 10248)
- 1971 : Narciso Parigi (Capitol, T 6142)
- 1974 : Motivi e ballate popolari (Fontana, 6492 022)
- 1975 : Firenze com'era (Fontana, 6323 801)
- 1975 : Il primo amore (Fontana, 6323 806)
- 1976 : Le storielle e gli stornelli di Narciso Parigi (EMI Italiana, 3C 054 17311)
- 1980 : Stornelli sull'Arno (RI-FI, RPO ST 72031)
- 1980 : Amici miei (Bazar, B 0781)
- 1982 : Ricordi (Dischi Ricordi, ORL 8581)
- 1982 : Firenze amore e stornelli (Dischi Ricordi, ORL 8616)
- 1984 : Italia amore mio (Dischi Ricordi, ORL 8717)
- 1984 : Narciso Parigi (EMI Italiana, 54 1186491)
- 1984 : Canta Firenze (EMI Italiana, 54 7918021)
- 1985 : Canzoni toscane (EMI Italiana, 24 1187221)
- 1985 : Amor, amor, amor (Dischi Ricordi, SMRM 7000)
- 1986 : Firenze buonasera (Dischi Ricordi, ORL 8828)
- 1989 : Le più belle di Narciso Parigi (EMI Italiana, 34 7931001)

### EP
- 1959 : Stornellacci confidenziali (Pathé, EAQ 55; avec I Menestrelli dell'Arno)
- 1960 : Firenze sogna (Pathé (Pathé, EAQ 60; avec I Menestrelli dell'Arno)
- 1960 : Stornelli fiorentini (Pathé, EAQ 61; avec I Menestrelli dell'Arno )
- 1960 : Stornellissimi per le strade (Pathé, EAQ 70; avec I Menestrelli dell'Arno)
- 1960 : Stornellacci scanzonati (Pathé, EAQ 72; avec I Menestrelli dell'Arno)
- 1960 : Pezzetti di cuore (Pathé, EAQ 79; avec I Menestrelli dell'Arno)
- 1963 : Folklore Italiano (Pathé, EAQ 98; avec I Menestrelli dell'Arno)
- 1963 : Stornellacci spaziali (Pathé, EAQ 99; avec I Menestrelli dell'Arno)
- 1963 : Giro d'Italia degli stornelli (Pathé, EAQ 100; avec I Menestrelli dell'Arno)

### 78 tours
- 1946 : Ho lasciato il mio cuore a Firenze/Addio fiorentinella (Cetra, DC 4478)
- 1946 : Catarì/Madonna amore (Cetra, DC 4479)
- 1946 : Caterina vien da basso/Luna nuova (Cetra, DC 4487)
- 1946 : (Tu sei) sempre nel mio cuor (Cetra, DC 4494; lato B cantato da Aldo Ciardi);
- 1947 : Il valzer dell'allegria/Stornellando alla toscana (Fonit, 12528)
- 1947 : Napoletana/Maria Rosa alla festa va (Fonit, 12529)
- 1947 : Sul lungarno/Questa notte (in sogno) (Fonit, 12530)
- 1947 : Amore mio/Rumba delle rose (Fonit, 12531)
- 1947 : Castellana bruna/Nessuno saprà (Fonit, 12614)
- 1948 : Trinidad/Quello che ce vo' ce vo' avec Brenda Gioi (CGD, PV 1201)
- 1948 : Pigalle avec Brenda Gioi (CGD, PV 1202)
- 1949 : Un angelo verrà/La famiglia numerosa (Cetra, DC 5015; lato A cantato da Ugo Dini; lato B con Brenda Gioi)
- 1953 : Malafortuna/È ritornata Primavera (Pathé, MG 193)
- 1954 : Stornellata al tramonto/Quando Roma era una stampa del Pinelli (Pathé, MG 222)
- 1954 : Sarà la primavera?/Per una volta sola (Pathé, MG 223)
- 1956 : Guaglione/Chella llà (Pathé, MG 374)
- 1958 : Ruscello di montagna/Quelle che amai (Pathé, MG 438)

## Filmographie
- 1952 : Terre étrangère (Terra straniera) de Sergio Corbucci
- 1954 : La prigioniera di Amalfi de Giorgio Cristallini
- 1954 : Acque amare de Sergio Corbucci
- 1954 : Baracca e burattini de Sergio Corbucci
- 1954 : Assi alla ribalta (it) de Ferdinando Baldi et Giorgio Cristallini
- 1955 : Ricordami de Ferdinando Baldi
- 1955 : La porta dei sogni (it) d'Angelo D'Alessandro
- 1955 : Plus près du ciel (La catena dell'odio) de Piero Costa
- 1956 : I vagabondi delle stelle (it) de Nino Stresa
- 1957 : T'aimer est mon destin (Amarti è il mio destino) de Ferdinando Baldi
- 1958 : Gagliardi e pupe de Roberto Bianchi Montero
- 1958 : Good bye Firenze - Arrivederci Firenze de Rate Furlan
- 1963 : Napoleone a Firenze de Piero Perotti
- 1966 : Tre franchi di pietà de Luigi Batzella
- 1981 : Anche i ladri hanno un santo (it) de Giampiero Tartagni
- 1995 : I laureati (it) de Leonardo Pieraccioni
- 2014 : Uscio e Bottega de Marco Daffra